# Torneo de Eastbourne 2022
El Torneo de Eastbourne 2022, también conocido como el Rothesay International Eastbourne 2022, fue un torneo de tenis perteneciente al ATP Tour 2022 en la categoría ATP Tour 250, y a la WTA Tour 2022 en la categoría WTA 500. El torneo se jugó sobre las canchas de césped del Devonshire Park Lawn Tennis Club en la ciudad de Eastbourne (Gran Bretaña) desde el 20 hasta el 25 de junio de 2022.

## Distribución de puntos
| Modalidad            | Campeón | Finalista | Semifinales | Cuartos de final | 2ª ronda | 1ª ronda | Clasificados | 2ª ronda de clasificación | 1ª ronda de clasificación |
| Individual masculino | 250     | 165       | 100         | 50               | 25       | 0        | 13           | 7                         | 0                         |
| Dobles masculino     | 250     | 150       | 90          | 45               | 20       | 0        | -            | -                         | -                         |

| Modalidad           | Campeona | Finalista | Semifinales | Cuartos de final | 3ª ronda | 2ª ronda | 1ª ronda | Clasificadas | 2ª ronda de clasificación | 1ª ronda de clasificación |
| Individual femenino | 470      | 305       | 185         | 100              | 55       | 30       | 1        | 25           | 13                        | 1                         |
| Dobles femenino     | 470      | 305       | 185         | 100              | -        | -        | 1        | -            | -                         | -                         |

## Cabezas de serie

### Individuales masculino
| Tenista           | Ranking | Preclasificado |
| Cameron Norrie    | 11      | 1              |
| Jannik Sinner     | 13      | 2              |
| Taylor Fritz      | 14      | 3              |
| Diego Schwartzman | 16      | 4              |
| Reilly Opelka     | 18      | 5              |
| Álex de Miñaur    | 21      | 6              |
| Frances Tiafoe    | 27      | 7              |
| Holger Rune       | 28      | 8              |

- Ranking del 13 de junio de 2022.[3]

### Dobles masculino
| Tenista                           | Ranking | Preclasificado |
| Nikola Mektić Mate Pavić          | 9       | 1              |
| Juan Sebastián Cabal Robert Farah | 24      | 2              |
| John Peers Filip Polášek          | 31      | 3              |
| Ivan Dodig Austin Krajicek        | 39      | 4              |

### Individuales femenino
| Tenista             | Ranking | Preclasificado |
| Paula Badosa        | 3       | 1              |
| Ons Jabeur          | 4       | 2              |
| Maria Sakkari       | 6       | 3              |
| Karolína Plíšková   | 7       | 4              |
| Garbiñe Muguruza    | 10      | 5              |
| Cori Gauff          | 13      | 6              |
| Barbora Krejčíková  | 14      | 7              |
| Jeļena Ostapenko    | 16      | 8              |
| Elena Rybakina      | 21      | 9              |
| Jil Teichmann       | 22      | 10             |
| Madison Keys        | 23      | 11             |
| Camila Giorgi       | 25      | 12             |
| Elise Mertens       | 30      | 13             |
| Petra Kvitová       | 31      | 14             |
| Beatriz Haddad Maia | 32      | 15             |
| Yulia Putintseva    | 33      | 16             |
| Alison Riske        | 35      | 17             |

- Ranking del 13 de junio de 2022.[4]

### Dobles femenino
| Tenista                           | Ranking | Preclasificado |
| Barbora Krejčíková Ena Shibahara  | 15      | 1              |
| Gabriela Dabrowski Giuliana Olmos | 20      | 2              |
| Nicole Melichar Shuai Zhang       | 33      | 3              |
| Lucie Hradecká Sania Mirza        | 42      | 4              |

## Campeones

### Individual masculino
Taylor Fritz venció a  Maxime Cressy por 6-2, 6-7(4-7), 7-6(7-4)

### Individual femenino
Petra Kvitová venció a  Jeļena Ostapenko por 6-3, 6-2

### Dobles masculino
Nikola Mektić /  Mate Pavić vencieron a  Matwé Middelkoop /  Luke Saville por 6-4, 6-2

### Dobles femenino
Aleksandra Krunić  /  Magda Linette vencieron a  Lyudmyla Kichenok  /  Jeļena Ostapenko por w/o